# Новоселовка (Двуречанский район)
Новоселовка (укр.  Новоселівка) — село,
Таволжанский сельский совет,
Двуречанский район,
Харьковская область, Украина.

## Географическое положение
Село Новоселовка находится в 4,5 км от места впадения рек Верхняя и Нижняя Двуречная в реку Оскол, примыкает к селу Кущевка и селу Горобьевка.
Село окружено большими лесными массивами урочище Великое и урочище Долгий Гай (сосна).
Рядом с селом проходит железная додога, в 3-х км станция Двуречная.

## История
- Присоединено к селу Горобьевка в ? году.